# Die Zwillinge von Kappeln
Le Die Zwillinge von Kappeln  est un cotre à corne, à coque, pont et mât en  bois. C'est une réplique de cotre danois attaché au Musée portuaire de Lübeck.

## Histoire
Construit en 1995 au chantier naval Janssen et Renckoff à Kappeln comme réplique d'un dansk yacht des années 1880, d'après un modéles d'ancien bateau-pilote de la Baltique conservé à Hambourg. Il a fait son voyage inaugural en 1997 et a navigué avec le Götheborg pour se rendre aux fêtes maritimes de Brest 2008.
Il navigue en mer du nord et Baltique ainsi que dans les eaux intérieures par les grands canaux. Il a servi aussi de voilier-école à Kiel.
Il est basé au musée portuaire de Lübeck avec le Norden, Solvang et Victor Jara.
Il a participé  au Brest 2008 et aux Tonnerres de Brest 2012.